# Jawed Karim
Jawed Karim (Bengaals: জাভেদ করিম; Merseburg, 28 oktober 1979) is een Amerikaanse internetondernemer van Bengalees-Duitse oorsprong en medeoprichter van YouTube. Zijn enige video, getiteld Me at the zoo, is de vroegste nog zichtbare video op de website. Hij ontmoette mede-YouTube-oprichters Steven Chen en Chad Hurley toen hij werkte bij PayPal en ontwierp veel van de kerncomponenten, waaronder het realtime anti-internetfraude-systeem van YouTube.

## Persoonlijk leven
Karim werd geboren in 1979 in de stad Merseburg in de toenmalige DDR. Zijn vader was Bengaals en zijn moeder Duits. Hij stak in 1980 met zijn familie de Duits-Duitse grens over en groeide op in Neuss in West-Duitsland. Karim verhuisde daarna in 1992 met zijn familie naar Saint Paul in Minnesota. Na zijn eindexamen studeerde hij informatica aan de Universiteit van Illinois. Hij onderbrak zijn studie om bij PayPal te gaan werken maar wist door het volgen van online cursussen en cursussen aan de Santa Clara-universiteit uiteindelijk toch zijn bachelorgraad in de informatica te behalen. Later verkreeg Karim een mastergraad in de informatica aan de Universiteit van Stanford.

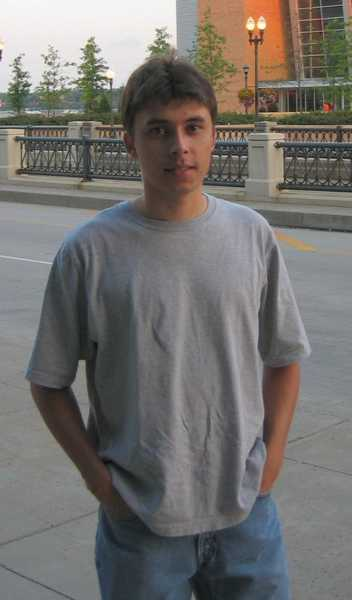
Karim in september 2004

## Carrière
In 1998 liep Karim stage bij Silicon Graphics, waar hij werkte aan de verwerking van grote voxel-datasets, waaronder de data voor het Visible Human Project, een project dat tot doel heeft door middel van dwarsdoorsneden van het menselijk lichaam de menselijke anatomie in beeld te brengen.
Terwijl hij werkte bij PayPal, ontmoette hij Chad Hurley en Steve Chen, met wie hij drie jaar later, in 2005, YouTube oprichtte. Op 23 april dat jaar plaatste Karim op YouTube de eerste video, getiteld "Me at the zoo".
Na het mede-oprichten van YouTube en het ontwikkelen van de website samen met Hurley en Chen, schreef Karim zich in als laatstejaarsstudent informatica bij de Universiteit van Stanford terwijl hij ook adviseur bij YouTube was. Toen de site in februari 2005 werd geïntroduceerd, ging Karim ermee akkoord geen werknemer te worden maar slechts een adviserende rol op zich te nemen om zich op zijn studie te kunnen richten. Als gevolg daarvan kreeg hij een veel kleiner aandeel in het bedrijf dan Hurley en Chen. Door deze kleinere rol in het bedrijf was Karim als medeoprichter nagenoeg onbekend bij het grote publiek, totdat YouTube in 2006 door Google werd overgenomen. Ondanks zijn kleinere aandeel in het bedrijf, kreeg hij toch nog 137.443 beursaandelen, die op dat moment ongeveer 64 miljoen dollar waard waren.
In oktober 2006 gaf Karim een lezing over de geschiedenis van YouTube op de jaarlijkse ACM-bijeenkomst van de Universiteit van Illinois onder de titel "YouTube: From Concept to Hyper-growth".

## Investeringen
In mei 2008 startte Karim een durfkapitaalfonds genaamd Youniversity Ventures, samen met Keith Rabois en Kevin Hartz. Ook was hij een van de eerste investeerders van Airbnb.

## Reactie op Google+-integratie in YouTube
Op 6 november 2013 verplichtte YouTube zijn gebruikers om gebruik te maken van een Google+-account bij het reageren op video's, een beslissing waartegen vanuit de YouTube-gemeenschap veel verzet kwam. Een online petitie om de beleidswijziging terug te draaien leverde ruim 240.000 handtekeningen op.
Als reactie op Googles eis dat YouTube-gebruikers Google+ moesten gebruiken, schreef Karim op zijn YouTube-account "why the fuck do i need a google+ account to comment on a video?" en veranderde hij de omschrijving van zijn eerste YouTube-video 'Me at the zoo' in: "I can't comment here anymore, since I don't want a google+ account."
Als reactie op de druk vanuit de YouTube-gemeenschap verontschuldigde Google zich publiekelijk voor de aan Google+-gebruikers opgelegde verplichting hun echte naam te gebruiken, hetgeen een van de redenen was waarom de integratie van Google+ onder YouTube-gebruikers op verzet stuitte. Google liet hierna voor al zijn producten de Google+-verplichting vallen, te beginnen met YouTube. In oktober 2018 maakte Google zijn voornemen openbaar om Google+ permanent stop te zetten, omdat het geen "brede acceptatie onder consumenten of ontwikkelaars" had weten te bereiken.

## Notities
1. ↑  Bronnen noemen verschillende jaren waarin het gezin van Oost- naar West-Duitsland uitweek. The New York Times geeft aan dat dit in 1980 was.[2] Star Weekend Magazine zegt aan het einde van de zomer of 1981[3] en Die Welt zegt 1982.[4]